# Ceratizit Challenge by La Vuelta 2022
Ceratizit Challenge by La Vuelta 2022 var den 8. udgave af det spanske etapeløb Ceratizit Challenge by La Vuelta. Det blev afviklet over fem etaper fra 7. til 11. september 2022. For første gang i løbets historie var der fem etaper, ligesom 1. etape var en holdtidskørsel.
Den hollandske veteran Annemiek van Vleuten fra Movistar Team vandt løbet for andet år i træk. 

## Etaperne
| Etape    | Dato     | Start – Mål                               | type              | Afstand (km) | Etapevinder          | Førende rytter       |
| -------- | -------- | ----------------------------------------- | ----------------- | ------------ | -------------------- | -------------------- |
| 1. etape | 7. sep.  | Marina de Cudeyo – Marina de Cudeyo       | holdtidskørsel    | 19,9         | Trek-Segafredo       | Elisa Longo Borghini |
| 2. etape | 8. sep.  | Colindres – Colindres                     | middel bjergetape | 105,9        | Annemiek van Vleuten | Annemiek van Vleuten |
| 3. etape | 9. sep.  | Real Valle de Camargo – Aguilar de Campoo | flad etape        | 96,4         | Grace Brown          | Annemiek van Vleuten |
| 4. etape | 10. sep. | Palencia – Segovia                        | flad etape        | 160,4        | Silvia Persico       | Annemiek van Vleuten |
| 5. etape | 11. sep. | Madrid – Madrid                           | flad etape        | 95,7         | Elisa Balsamo        | Annemiek van Vleuten |

### Trøjernes fordeling gennem løbet
| Etape    |                   | Vinder _             | Samlede stilling     | Pointtrøje           | Bjergtrøje         | Mest angrebsivrige     | Holdkonkurrence _  |
| -------- | ----------------- | -------------------- | -------------------- | -------------------- | ------------------ | ---------------------- | ------------------ |
| 1. etape | holdtidskørsel    | Trek-Segafredo       | Elisa Longo Borghini | Elynor Bäckstedt     | Shirin van Anrooij | Mercedes Carmona Ramos | Trek-Segafredo     |
| 2. etape | middel bjergetape | Annemiek van Vleuten | Annemiek van Vleuten | Annemiek van Vleuten | Lucinda Brand      | Sarah Roy              | Canyon-SRAM Racing |
| 3. etape | flad etape        | Grace Brown          | Annemiek van Vleuten | Annemiek van Vleuten | Lucinda Brand      | Mavi García            | SD Worx            |
| 4. etape | flad etape        | Silvia Persico       | Annemiek van Vleuten | Silvia Persico       | Lucinda Brand      | Anna Kiesenhofer       | SD Worx            |
| 5. etape | flad etape        | Elisa Balsamo        | Annemiek van Vleuten | Silvia Persico       | Lucinda Brand      | Mavi García            | SD Worx            |
| Samlet   | Samlet            |                      | Annemiek van Vleuten | Silvia Persico       | Lucinda Brand      | ikke uddelt            | SD Worx            |

### 1. etape
| Marina de Cudeyo - Marina de Cudeyo | holdtidskørsel | (19,9 km) |

| \| Etaperesultat \| Etaperesultat \| Etaperesultat \| Etaperesultat \| Etaperesultat \| Etaperesultat \| \| Hold \| Hold \| Tid \| Tidsforskel \| Gns. fart \| \| \| ------------- \| ------------------------- \| ------------- \| ------------- \| ------------- \| ------------- \| \| 1. \| Trek-Segafredo \| 23' 31" \| 0" \| 50.773 km/t \| \| \| 2. \| Team BikeExchange-Jayco \| 23' 37" \| + 6" \| 50.558 km/t \| \| \| 3. \| FDJ-Suez \| 23' 42" \| + 11" \| 50.380 km/t \| \| \| 4. \| SD Worx \| 23' 54" \| + 23" \| 49.958 km/t \| \| \| 5. \| Movistar Team \| 23' 56" \| + 25" \| 49.889 km/t \| \| \| 6. \| Team DSM \| 24' 15" \| + 44" \| 49.237 km/t \| \| \| 7. \| Canyon-SRAM Racing \| 24' 30" \| + 59" \| 48.735 km/t \| \| \| 8. \| Team Jumbo-Visma \| 24' 32" \| + 1' 01" \| 48.668 km/t \| \| \| 9. \| Ceratizit-WNT Pro Cycling \| 24' 52" \| + 1' 21" \| 48.016 km/t \| \| \| 10. \| UAE Team ADQ \| 24' 59" \| + 1' 28" \| 47.792 km/t \| \| |                           |         |             |             |
| |                           |         |             |             |
| Kilde: ProCyclingStats |                           |         |             |             |
| Etaperesultat |                           |         |             |             |
| Hold | Hold                      | Tid     | Tidsforskel | Gns. fart   |
| 1. | Trek-Segafredo            | 23' 31" | 0"          | 50.773 km/t |
| 2. | Team BikeExchange-Jayco   | 23' 37" | + 6"        | 50.558 km/t |
| 3. | FDJ-Suez                  | 23' 42" | + 11"       | 50.380 km/t |
| 4. | SD Worx                   | 23' 54" | + 23"       | 49.958 km/t |
| 5. | Movistar Team             | 23' 56" | + 25"       | 49.889 km/t |
| 6. | Team DSM                  | 24' 15" | + 44"       | 49.237 km/t |
| 7. | Canyon-SRAM Racing        | 24' 30" | + 59"       | 48.735 km/t |
| 8. | Team Jumbo-Visma          | 24' 32" | + 1' 01"    | 48.668 km/t |
| 9. | Ceratizit-WNT Pro Cycling | 24' 52" | + 1' 21"    | 48.016 km/t |
| 10. | UAE Team ADQ              | 24' 59" | + 1' 28"    | 47.792 km/t |

| \| Samlede stilling \| Samlede stilling \| Samlede stilling \| Samlede stilling \| Samlede stilling \| \| Rytter \| Rytter \| Hold \| Tid \| \| \| ---------------- \| -------------------- \| ----------------------- \| ---------------- \| ---------------- \| \| 1. \| Elisa Longo Borghini \| Trek-Segafredo \| 23' 31" \| \| \| 2. \| Elynor Bäckstedt \| Trek-Segafredo \| + 0" \| \| \| 3. \| Shirin van Anrooij \| Trek-Segafredo \| + 0" \| \| \| 4. \| Elisa Balsamo \| Trek-Segafredo \| + 0" \| \| \| 5. \| Georgia Williams \| Team BikeExchange-Jayco \| + 6" \| \| \| 6. \| Alexandra Manly \| Team BikeExchange-Jayco \| + 6" \| \| \| 7. \| Kristen Faulkner \| Team BikeExchange-Jayco \| + 6" \| \| \| 8. \| Ane Santesteban \| Team BikeExchange-Jayco \| + 6" \| \| \| 9. \| Ruby Roseman-Gannon \| Team BikeExchange-Jayco \| + 6" \| \| \| 10. \| Grace Brown \| FDJ-Suez-Futuroscope \| + 11" \| \| |                      |                         |         |
| |                      |                         |         |
| Kilde: ProCyclingStats |                      |                         |         |
| Samlede stilling |                      |                         |         |
| Rytter | Rytter               | Hold                    | Tid     |
| 1. | Elisa Longo Borghini | Trek-Segafredo          | 23' 31" |
| 2. | Elynor Bäckstedt     | Trek-Segafredo          | + 0"    |
| 3. | Shirin van Anrooij   | Trek-Segafredo          | + 0"    |
| 4. | Elisa Balsamo        | Trek-Segafredo          | + 0"    |
| 5. | Georgia Williams     | Team BikeExchange-Jayco | + 6"    |
| 6. | Alexandra Manly      | Team BikeExchange-Jayco | + 6"    |
| 7. | Kristen Faulkner     | Team BikeExchange-Jayco | + 6"    |
| 8. | Ane Santesteban      | Team BikeExchange-Jayco | + 6"    |
| 9. | Ruby Roseman-Gannon  | Team BikeExchange-Jayco | + 6"    |
| 10. | Grace Brown          | FDJ-Suez-Futuroscope    | + 11"   |

### 2. etape
| Colindres - Colindres | middel bjergetape | (105,9 km) |

| \| Etaperesultat \| Etaperesultat \| Etaperesultat \| Etaperesultat \| Etaperesultat \| \| Rytter \| Rytter \| Hold \| Tid \| \| \| ------------- \| --------------------- \| ----------------------- \| ------------- \| ------------- \| \| 1. \| Annemiek van Vleuten \| Movistar Team \| 2t 56' 30" \| \| \| 2. \| Elisa Longo Borghini \| Trek-Segafredo \| + 2' 16" \| \| \| 3. \| Liane Lippert \| Team DSM \| + 2' 16" \| \| \| 4. \| Demi Vollering \| SD Worx \| + 2' 16" \| \| \| 5. \| Cecilie Uttrup Ludwig \| FDJ-Suez-Futuroscope \| + 2' 50" \| \| \| 6. \| Katarzyna Niewiadoma \| Canyon-SRAM Racing \| + 2' 50" \| \| \| 7. \| Silvia Persico \| Valcar-Travel & Service \| + 2' 50" \| \| \| 8. \| Elise Chabbey \| Canyon-SRAM Racing \| + 2' 50" \| \| \| 9. \| Juliette Labous \| Team DSM \| + 2' 50" \| \| \| 10. \| Anna Shackley \| SD Worx \| + 2' 50" \| \| |                       |                         |            |
| |                       |                         |            |
| Kilde: ProCyclingStats |                       |                         |            |
| Etaperesultat |                       |                         |            |
| Rytter | Rytter                | Hold                    | Tid        |
| 1. | Annemiek van Vleuten  | Movistar Team           | 2t 56' 30" |
| 2. | Elisa Longo Borghini  | Trek-Segafredo          | + 2' 16"   |
| 3. | Liane Lippert         | Team DSM                | + 2' 16"   |
| 4. | Demi Vollering        | SD Worx                 | + 2' 16"   |
| 5. | Cecilie Uttrup Ludwig | FDJ-Suez-Futuroscope    | + 2' 50"   |
| 6. | Katarzyna Niewiadoma  | Canyon-SRAM Racing      | + 2' 50"   |
| 7. | Silvia Persico        | Valcar-Travel & Service | + 2' 50"   |
| 8. | Elise Chabbey         | Canyon-SRAM Racing      | + 2' 50"   |
| 9. | Juliette Labous       | Team DSM                | + 2' 50"   |
| 10. | Anna Shackley         | SD Worx                 | + 2' 50"   |

| \| Samlede stilling \| Samlede stilling \| Samlede stilling \| Samlede stilling \| Samlede stilling \| \| Rytter \| Rytter \| Hold \| Tid \| \| \| ---------------- \| --------------------- \| ----------------------- \| ---------------- \| ---------------- \| \| 1. \| Annemiek van Vleuten \| Movistar Team \| 3t 20' 16" \| \| \| 2. \| Elisa Longo Borghini \| Trek-Segafredo \| + 1' 55" \| \| \| 3. \| Demi Vollering \| SD Worx \| + 2' 24" \| \| \| 4. \| Ane Santesteban \| Team BikeExchange-Jayco \| + 2' 41" \| \| \| 5. \| Liane Lippert \| Team DSM \| + 2' 41" \| \| \| 6. \| Cecilie Uttrup Ludwig \| FDJ-Suez-Futuroscope \| + 2' 46" \| \| \| 7. \| Anna Shackley \| SD Worx \| + 2' 58" \| \| \| 8. \| Juliette Labous \| Team DSM \| + 3' 19" \| \| \| 9. \| Brodie Chapman \| FDJ-Suez-Futuroscope \| + 3' 32" \| \| \| 10. \| Elise Chabbey \| Canyon-SRAM Racing \| + 3' 34" \| \| |                       |                         |            |
| |                       |                         |            |
| Kilde: ProCyclingStats |                       |                         |            |
| Samlede stilling |                       |                         |            |
| Rytter | Rytter                | Hold                    | Tid        |
| 1. | Annemiek van Vleuten  | Movistar Team           | 3t 20' 16" |
| 2. | Elisa Longo Borghini  | Trek-Segafredo          | + 1' 55"   |
| 3. | Demi Vollering        | SD Worx                 | + 2' 24"   |
| 4. | Ane Santesteban       | Team BikeExchange-Jayco | + 2' 41"   |
| 5. | Liane Lippert         | Team DSM                | + 2' 41"   |
| 6. | Cecilie Uttrup Ludwig | FDJ-Suez-Futuroscope    | + 2' 46"   |
| 7. | Anna Shackley         | SD Worx                 | + 2' 58"   |
| 8. | Juliette Labous       | Team DSM                | + 3' 19"   |
| 9. | Brodie Chapman        | FDJ-Suez-Futuroscope    | + 3' 32"   |
| 10. | Elise Chabbey         | Canyon-SRAM Racing      | + 3' 34"   |

### 3. etape
| Real Valle de Camargo - Aguilar de Campoo | flad etape | (96,4 km) |

| \| Etaperesultat \| Etaperesultat \| Etaperesultat \| Etaperesultat \| Etaperesultat \| \| Rytter \| Rytter \| Hold \| Tid \| \| \| ------------- \| -------------------- \| ----------------------- \| ------------- \| ------------- \| \| 1. \| Grace Brown \| FDJ-Suez-Futuroscope \| 2t 28' 37" \| \| \| 2. \| Elise Chabbey \| Canyon-SRAM Racing \| + 0" \| \| \| 3. \| Elisa Balsamo \| Trek-Segafredo \| + 8" \| \| \| 4. \| Lotte Kopecky \| SD Worx \| + 8" \| \| \| 5. \| Arlenis Sierra \| Movistar Team \| + 8" \| \| \| 6. \| Alexandra Manly \| Team BikeExchange-Jayco \| + 8" \| \| \| 7. \| Silvia Persico \| Valcar-Travel & Service \| + 8" \| \| \| 8. \| Katarzyna Niewiadoma \| Canyon-SRAM Racing \| + 8" \| \| \| 9. \| Elisa Longo Borghini \| Trek-Segafredo \| + 8" \| \| \| 10. \| Annemiek van Vleuten \| Movistar Team \| + 8" \| \| |                      |                         |            |
| |                      |                         |            |
| Kilde: ProCyclingStats |                      |                         |            |
| Etaperesultat |                      |                         |            |
| Rytter | Rytter               | Hold                    | Tid        |
| 1. | Grace Brown          | FDJ-Suez-Futuroscope    | 2t 28' 37" |
| 2. | Elise Chabbey        | Canyon-SRAM Racing      | + 0"       |
| 3. | Elisa Balsamo        | Trek-Segafredo          | + 8"       |
| 4. | Lotte Kopecky        | SD Worx                 | + 8"       |
| 5. | Arlenis Sierra       | Movistar Team           | + 8"       |
| 6. | Alexandra Manly      | Team BikeExchange-Jayco | + 8"       |
| 7. | Silvia Persico       | Valcar-Travel & Service | + 8"       |
| 8. | Katarzyna Niewiadoma | Canyon-SRAM Racing      | + 8"       |
| 9. | Elisa Longo Borghini | Trek-Segafredo          | + 8"       |
| 10. | Annemiek van Vleuten | Movistar Team           | + 8"       |

| \| Samlede stilling \| Samlede stilling \| Samlede stilling \| Samlede stilling \| Samlede stilling \| \| Rytter \| Rytter \| Hold \| Tid \| \| \| ---------------- \| --------------------- \| ----------------------- \| ---------------- \| ---------------- \| \| 1. \| Annemiek van Vleuten \| Movistar Team \| 5t 49' 01" \| \| \| 2. \| Elisa Longo Borghini \| Trek-Segafredo \| + 1' 55" \| \| \| 3. \| Demi Vollering \| SD Worx \| + 2' 24" \| \| \| 4. \| Ane Santesteban \| Team BikeExchange-Jayco \| + 2' 41" \| \| \| 5. \| Liane Lippert \| Team DSM \| + 2' 41" \| \| \| 6. \| Cecilie Uttrup Ludwig \| FDJ-Suez-Futuroscope \| + 2' 46" \| \| \| 7. \| Anna Shackley \| SD Worx \| + 2' 58" \| \| \| 8. \| Juliette Labous \| Team DSM \| + 3' 19" \| \| \| 9. \| Elise Chabbey \| Canyon-SRAM Racing \| + 3' 20" \| \| \| 10. \| Brodie Chapman \| FDJ-Suez-Futuroscope \| + 3' 32" \| \| |                       |                         |            |
| |                       |                         |            |
| Kilde: ProCyclingStats |                       |                         |            |
| Samlede stilling |                       |                         |            |
| Rytter | Rytter                | Hold                    | Tid        |
| 1. | Annemiek van Vleuten  | Movistar Team           | 5t 49' 01" |
| 2. | Elisa Longo Borghini  | Trek-Segafredo          | + 1' 55"   |
| 3. | Demi Vollering        | SD Worx                 | + 2' 24"   |
| 4. | Ane Santesteban       | Team BikeExchange-Jayco | + 2' 41"   |
| 5. | Liane Lippert         | Team DSM                | + 2' 41"   |
| 6. | Cecilie Uttrup Ludwig | FDJ-Suez-Futuroscope    | + 2' 46"   |
| 7. | Anna Shackley         | SD Worx                 | + 2' 58"   |
| 8. | Juliette Labous       | Team DSM                | + 3' 19"   |
| 9. | Elise Chabbey         | Canyon-SRAM Racing      | + 3' 20"   |
| 10. | Brodie Chapman        | FDJ-Suez-Futuroscope    | + 3' 32"   |

### 4. etape
| Palencia - Segovia | flad etape | (160,4 km) |

| \| Etaperesultat \| Etaperesultat \| Etaperesultat \| Etaperesultat \| Etaperesultat \| \| Rytter \| Rytter \| Hold \| Tid \| \| \| ------------- \| --------------------- \| ----------------------- \| ------------- \| ------------- \| \| 1. \| Silvia Persico \| Valcar-Travel & Service \| 4t 11' 01" \| \| \| 2. \| Demi Vollering \| SD Worx \| + 0" \| \| \| 3. \| Elisa Longo Borghini \| Trek-Segafredo \| + 0" \| \| \| 4. \| Lotte Kopecky \| SD Worx \| + 0" \| \| \| 5. \| Liane Lippert \| Team DSM \| + 0" \| \| \| 6. \| Annemiek van Vleuten \| Movistar Team \| + 0" \| \| \| 7. \| Cecilie Uttrup Ludwig \| FDJ-Suez-Futuroscope \| + 4" \| \| \| 8. \| Anouska Koster \| Team Jumbo-Visma \| + 6" \| \| \| 9. \| Katarzyna Niewiadoma \| Canyon-SRAM Racing \| + 11" \| \| \| 10. \| Mavi García \| UAE Team ADQ \| + 13" \| \| |                       |                         |            |
| |                       |                         |            |
| Kilde: ProCyclingStats |                       |                         |            |
| Etaperesultat |                       |                         |            |
| Rytter | Rytter                | Hold                    | Tid        |
| 1. | Silvia Persico        | Valcar-Travel & Service | 4t 11' 01" |
| 2. | Demi Vollering        | SD Worx                 | + 0"       |
| 3. | Elisa Longo Borghini  | Trek-Segafredo          | + 0"       |
| 4. | Lotte Kopecky         | SD Worx                 | + 0"       |
| 5. | Liane Lippert         | Team DSM                | + 0"       |
| 6. | Annemiek van Vleuten  | Movistar Team           | + 0"       |
| 7. | Cecilie Uttrup Ludwig | FDJ-Suez-Futuroscope    | + 4"       |
| 8. | Anouska Koster        | Team Jumbo-Visma        | + 6"       |
| 9. | Katarzyna Niewiadoma  | Canyon-SRAM Racing      | + 11"      |
| 10. | Mavi García           | UAE Team ADQ            | + 13"      |

| \| Samlede stilling \| Samlede stilling \| Samlede stilling \| Samlede stilling \| Samlede stilling \| \| Rytter \| Rytter \| Hold \| Tid \| \| \| ---------------- \| --------------------- \| ----------------------- \| ---------------- \| ---------------- \| \| 1. \| Annemiek van Vleuten \| Movistar Team \| 10t 00' 02" \| \| \| 2. \| Elisa Longo Borghini \| Trek-Segafredo \| + 1' 51" \| \| \| 3. \| Demi Vollering \| SD Worx \| + 2' 18" \| \| \| 4. \| Liane Lippert \| Team DSM \| + 2' 41" \| \| \| 5. \| Cecilie Uttrup Ludwig \| FDJ-Suez-Futuroscope \| + 2' 50" \| \| \| 6. \| Ane Santesteban \| Team BikeExchange-Jayco \| + 3' 03" \| \| \| 7. \| Anna Shackley \| SD Worx \| + 3' 14" \| \| \| 8. \| Juliette Labous \| Team DSM \| + 3' 35" \| \| \| 9. \| Elise Chabbey \| Canyon-SRAM Racing \| + 3' 36" \| \| \| 10. \| Katarzyna Niewiadoma \| Canyon-SRAM Racing \| + 3' 45" \| \| |                       |                         |             |
| |                       |                         |             |
| Kilde: ProCyclingStats |                       |                         |             |
| Samlede stilling |                       |                         |             |
| Rytter | Rytter                | Hold                    | Tid         |
| 1. | Annemiek van Vleuten  | Movistar Team           | 10t 00' 02" |
| 2. | Elisa Longo Borghini  | Trek-Segafredo          | + 1' 51"    |
| 3. | Demi Vollering        | SD Worx                 | + 2' 18"    |
| 4. | Liane Lippert         | Team DSM                | + 2' 41"    |
| 5. | Cecilie Uttrup Ludwig | FDJ-Suez-Futuroscope    | + 2' 50"    |
| 6. | Ane Santesteban       | Team BikeExchange-Jayco | + 3' 03"    |
| 7. | Anna Shackley         | SD Worx                 | + 3' 14"    |
| 8. | Juliette Labous       | Team DSM                | + 3' 35"    |
| 9. | Elise Chabbey         | Canyon-SRAM Racing      | + 3' 36"    |
| 10. | Katarzyna Niewiadoma  | Canyon-SRAM Racing      | + 3' 45"    |

### 5. etape
| Madrid - Madrid | flad etape | (95,7 km) |

| \| Etaperesultat \| Etaperesultat \| Etaperesultat \| Etaperesultat \| Etaperesultat \| \| Rytter \| Rytter \| Hold \| Tid \| \| \| ------------- \| ------------------------- \| ------------------------- \| ------------- \| ------------- \| \| 1. \| Elisa Balsamo \| Trek-Segafredo \| 2t 21' 37" \| \| \| 2. \| Lotte Kopecky \| SD Worx \| + 0" \| \| \| 3. \| Marta Bastianelli \| UAE Team ADQ \| + 0" \| \| \| 4. \| Megan Jastrab \| Team DSM \| + 0" \| \| \| 5. \| Sofia Bertizzolo \| UAE Team ADQ \| + 0" \| \| \| 6. \| Maria Giulia Confalonieri \| Ceratizit-WNT Pro Cycling \| + 0" \| \| \| 7. \| Tereza Neumanová \| Liv Racing Xstra \| + 0" \| \| \| 8. \| Alexandra Manly \| Team BikeExchange-Jayco \| + 0" \| \| \| 9. \| Julie Leth \| Uno-X Pro Cycling Team \| + 0" \| \| \| 10. \| Vittoria Guazzini \| FDJ-Suez-Futuroscope \| + 0" \| \| |                           |                           |            |
| |                           |                           |            |
| Kilde: ProCyclingStats |                           |                           |            |
| Etaperesultat |                           |                           |            |
| Rytter | Rytter                    | Hold                      | Tid        |
| 1. | Elisa Balsamo             | Trek-Segafredo            | 2t 21' 37" |
| 2. | Lotte Kopecky             | SD Worx                   | + 0"       |
| 3. | Marta Bastianelli         | UAE Team ADQ              | + 0"       |
| 4. | Megan Jastrab             | Team DSM                  | + 0"       |
| 5. | Sofia Bertizzolo          | UAE Team ADQ              | + 0"       |
| 6. | Maria Giulia Confalonieri | Ceratizit-WNT Pro Cycling | + 0"       |
| 7. | Tereza Neumanová          | Liv Racing Xstra          | + 0"       |
| 8. | Alexandra Manly           | Team BikeExchange-Jayco   | + 0"       |
| 9. | Julie Leth                | Uno-X Pro Cycling Team    | + 0"       |
| 10. | Vittoria Guazzini         | FDJ-Suez-Futuroscope      | + 0"       |

## Samlet klassement
| \| Samlede stilling \| Samlede stilling \| Samlede stilling \| Samlede stilling \| Samlede stilling \| \| Rytter \| Rytter \| Hold \| Tid \| \| \| ---------------- \| --------------------- \| ----------------------- \| ---------------- \| ---------------- \| \| 1. \| Annemiek van Vleuten \| Movistar Team \| 12t 21' 46" \| \| \| 2. \| Elisa Longo Borghini \| Trek-Segafredo \| + 1' 44" \| \| \| 3. \| Demi Vollering \| SD Worx \| + 2' 11" \| \| \| 4. \| Liane Lippert \| Team DSM \| + 2' 34" \| \| \| 5. \| Cecilie Uttrup Ludwig \| FDJ-Suez-Futuroscope \| + 2' 43" \| \| \| 6. \| Ane Santesteban \| Team BikeExchange-Jayco \| + 3' 03" \| \| \| 7. \| Anna Shackley \| SD Worx \| + 3' 07" \| \| \| 8. \| Juliette Labous \| Team DSM \| + 3' 29" \| \| \| 9. \| Elise Chabbey \| Canyon-SRAM Racing \| + 3' 35" \| \| \| 10. \| Katarzyna Niewiadoma \| Canyon-SRAM Racing \| + 3' 38" \| \| |                       |                         |             |
| |                       |                         |             |
| Kilde: ProCyclingStats |                       |                         |             |
| Samlede stilling |                       |                         |             |
| Rytter | Rytter                | Hold                    | Tid         |
| 1. | Annemiek van Vleuten  | Movistar Team           | 12t 21' 46" |
| 2. | Elisa Longo Borghini  | Trek-Segafredo          | + 1' 44"    |
| 3. | Demi Vollering        | SD Worx                 | + 2' 11"    |
| 4. | Liane Lippert         | Team DSM                | + 2' 34"    |
| 5. | Cecilie Uttrup Ludwig | FDJ-Suez-Futuroscope    | + 2' 43"    |
| 6. | Ane Santesteban       | Team BikeExchange-Jayco | + 3' 03"    |
| 7. | Anna Shackley         | SD Worx                 | + 3' 07"    |
| 8. | Juliette Labous       | Team DSM                | + 3' 29"    |
| 9. | Elise Chabbey         | Canyon-SRAM Racing      | + 3' 35"    |
| 10. | Katarzyna Niewiadoma  | Canyon-SRAM Racing      | + 3' 38"    |

### Pointkonkurrencen
| Pointkonkurrence | Pointkonkurrence      | Pointkonkurrence        | Pointkonkurrence | Pointkonkurrence |
| Rytter           | Rytter                | Hold                    | Point            |                  |
| ---------------- | --------------------- | ----------------------- | ---------------- | ---------------- |
| 1.               | Silvia Persico        | Valcar-Travel & Service | 48 point         |                  |
| 2.               | Lotte Kopecky         | SD Worx                 | 48 point         |                  |
| 3.               | Elisa Longo Borghini  | Trek-Segafredo          | 44 point         |                  |
| 4.               | Elisa Balsamo         | Trek-Segafredo          | 41 point         |                  |
| 5.               | Annemiek van Vleuten  | Movistar Team           | 41 point         |                  |
| 6.               | Demi Vollering        | SD Worx                 | 34 point         |                  |
| 7.               | Liane Lippert         | Team DSM                | 33 point         |                  |
| 8.               | Elise Chabbey         | Canyon-SRAM Racing      | 32 point         |                  |
| 9.               | Katarzyna Niewiadoma  | Canyon-SRAM Racing      | 25 point         |                  |
| 10.              | Cecilie Uttrup Ludwig | FDJ-Suez-Futuroscope    | 23 point         |                  |

### Bjergkonkurrencen
| Bjergkonkurrence | Bjergkonkurrence     | Bjergkonkurrence   | Bjergkonkurrence | Bjergkonkurrence |
| Rytter           | Rytter               | Hold               | Point            |                  |
| ---------------- | -------------------- | ------------------ | ---------------- | ---------------- |
| 1.               | Lucinda Brand        | Trek-Segafredo     | 44 point         |                  |
| 2.               | Annemiek van Vleuten | Movistar Team      | 32 point         |                  |
| 3.               | Sarah Roy            | Canyon-SRAM Racing | 22 point         |                  |
| 4.               | Liane Lippert        | Team DSM           | 20 point         |                  |
| 5.               | Katarzyna Niewiadoma | Canyon-SRAM Racing | 16 point         |                  |
| 6.               | Elisa Longo Borghini | Trek-Segafredo     | 16 point         |                  |
| 7.               | Demi Vollering       | SD Worx            | 15 point         |                  |
| 8.               | Arlenis Sierra       | Movistar Team      | 9 point          |                  |
| 9.               | Elise Chabbey        | Canyon-SRAM Racing | 7 point          |                  |
| 10.              | Emma Norsgaard       | Movistar Team      | 6 point          |                  |

## Hold og ryttere
| translation for headoftableIII_translate index 58 not found (14)- Team BikeExchange-Jayco - Canyon-SRAM Racing - EF Education-TIBCO-SVB - FDJ-Suez - Human Powered Health - Team Jumbo-Visma - Liv Racing Xstra - Movistar Team - Roland Cogeas-Edelweiss Squad - Team DSM - SD Worx - Trek-Segafredo - UAE Team ADQ - Uno-X Pro Cycling Team UCI Women's Kontinentalhold (8)- Bizkaia-Durango - Ceratizit-WNT Pro Cycling - Coop-Hitec Products - Laboral Kutxa-Fundacion Euskadi - Massi Tactic - Río Miera-Cantabria Deporte - Soltec Team - Valcar-Travel & Service |
| |

### Danske ryttere
| Danske ryttere på startlisten |                       |                        |           |
| Rygnummer                     | Rytter                | Hold                   | Placering |
| 5                             | Emma Norsgaard Bjerg  | Movistar Team          | 88        |
| 24                            | Amalie Dideriksen     | Trek-Segafredo         | 94        |
| 31                            | Cecilie Uttrup Ludwig | FDJ-Suez-Futuroscope   | 5         |
| 153                           | Julie Leth            | Uno-X Pro Cycling Team | 73        |

* DNF = gennemførte ikke

### Startliste
| Movistar Team MOV | Movistar Team MOV               | Movistar Team MOV |
| ----------------- | ------------------------------- | ----------------- |
| Nr.               | Rytter                          | Placering         |
| 1                 | Annemiek van Vleuten (NED)      | 1.                |
| 2                 | Katrine Aalerud (NOR)           | 42.               |
| 3                 | Aude Biannic (FRA)              | 77.               |
| 4                 | Sara Martín Martín (ESP)        | 33.               |
| 5                 | Emma Norsgaard (DEN)            | 88.               |
| 6                 | Arlenis Sierra (CUB) (landevej) | 16.               |

| SD Worx SDW | SD Worx SDW                      | SD Worx SDW |
| ----------- | -------------------------------- | ----------- |
| Nr.         | Rytter                           | Placering   |
| 11          | Demi Vollering (NED)             | 3.          |
| 12          | Niamh Fisher-Black (NZL)         | 18.         |
| 13          | Lotte Kopecky (BEL)              | 21.         |
| 14          | Marlen Reusser (SUI)             | 29.         |
| 15          | Anna Shackley (GBR)              | 7.          |
| 16          | Blanka Kata Vas (HUN) (landevej) | 28.         |

| Trek-Segafredo TFS | Trek-Segafredo TFS             | Trek-Segafredo TFS |
| ------------------ | ------------------------------ | ------------------ |
| Nr.                | Rytter                         | Placering          |
| 21                 | Elisa Balsamo (ITA) (landevej) | 30.                |
| 22                 | Elynor Bäckstedt (GBR)         | DNS-3              |
| 23                 | Lucinda Brand (NED)            | 57.                |
| 24                 | Amalie Dideriksen (DEN)        | 94.                |
| 25                 | Elisa Longo Borghini (ITA)     | 2.                 |
| 26                 | Shirin van Anrooij (NED)       | 26.                |

| FDJ-Suez-Futuroscope FSF | FDJ-Suez-Futuroscope FSF               | FDJ-Suez-Futuroscope FSF |
| ------------------------ | -------------------------------------- | ------------------------ |
| Nr.                      | Rytter                                 | Placering                |
| 31                       | Cecilie Uttrup Ludwig (DEN) (landevej) | 5.                       |
| 32                       | Grace Brown (AUS)                      | DNF                      |
| 33                       | Brodie Chapman (AUS)                   | 11.                      |
| 34                       | Vittoria Guazzini (ITA)                | 40.                      |
| 35                       | Marie Le Net (FRA)                     | 64.                      |
| 36                       | Évita Muzic (FRA)                      | 43.                      |

| Team DSM DSM | Team DSM DSM                   | Team DSM DSM |
| ------------ | ------------------------------ | ------------ |
| Nr.          | Rytter                         | Placering    |
| 41           | Juliette Labous (FRA)          | 9.           |
| 42           | Francesca Barale (ITA)         | 41.          |
| 43           | Léa Curinier (FRA)             | DNF          |
| 44           | Megan Jastrab (USA)            | 93.          |
| 45           | Liane Lippert (GER) (landevej) | 4.           |
| 46           | Floortje Mackaij (NED)         | 23.          |

| Canyon-SRAM Racing CSR | Canyon-SRAM Racing CSR     | Canyon-SRAM Racing CSR |
| ---------------------- | -------------------------- | ---------------------- |
| Nr.                    | Rytter                     | Placering              |
| 51                     | Katarzyna Niewiadoma (POL) | 10.                    |
| 52                     | Alena Amjaljusik (BLR)     | DNS-2                  |
| 53                     | Elise Chabbey (SUI)        | 8.                     |
| 54                     | Mikayla Harvey (NZL)       | 82.                    |
| 55                     | Pauliena Rooijakkers (NED) | 25.                    |
| 56                     | Sarah Roy (AUS)            | 51.                    |

| UAE Team ADQ UAD | UAE Team ADQ UAD             | UAE Team ADQ UAD |
| ---------------- | ---------------------------- | ---------------- |
| Nr.              | Rytter                       | Placering        |
| 61               | Mavi García (ESP) (landevej) | 13.              |
| 62               | Marta Bastianelli (ITA)      | 48.              |
| 63               | Sofia Bertizzolo (ITA)       | 24.              |
| 64               | Maaike Boogaard (NED)        | 65.              |
| 65               | Laura Tomasi (ITA)           | 50.              |
| 66               | Sophie Wright (GBR)          | 32.              |

| Team Jumbo-Visma TJV | Team Jumbo-Visma TJV      | Team Jumbo-Visma TJV |
| -------------------- | ------------------------- | -------------------- |
| Nr.                  | Rytter                    | Placering            |
| 71                   | Anouska Koster (NED)      | 22.                  |
| 72                   | Carlijn Achtereekte (NED) | 63.                  |
| 73                   | Amber Kraak (NED)         | 17.                  |
| 74                   | Linda Riedmann (GER)      | 78.                  |
| 75                   | Aafke Soet (NED)          | DNS-2                |
| 76                   | Karlijn Swinkels (NED)    | DNS-2                |

| Team BikeExchange-Jayco BEX | Team BikeExchange-Jayco BEX | Team BikeExchange-Jayco BEX |
| --------------------------- | --------------------------- | --------------------------- |
| Nr.                         | Rytter                      | Placering                   |
| 81                          | Ane Santesteban (ESP)       | 6.                          |
| 82                          | Teniel Campbell (TTO)       | 92.                         |
| 83                          | Kristen Faulkner (USA)      | DNF                         |
| 84                          | Alexandra Manly (AUS)       | 15.                         |
| 85                          | Ruby Roseman-Gannon (AUS)   | 44.                         |
| 86                          | Georgia Williams (NZL)      | 31.                         |

| Valcar-Travel & Service VAL | Valcar-Travel & Service VAL | Valcar-Travel & Service VAL |
| --------------------------- | --------------------------- | --------------------------- |
| Nr.                         | Rytter                      | Placering                   |
| 91                          | Silvia Persico (ITA)        | 12.                         |
| 92                          | Olivia Baril (CAN)          | 66.                         |
| 93                          | Chiara Consonni (ITA)       | 85.                         |
| 94                          | Karolina Kumięga (POL)      | 75.                         |
| 95                          | Federica Piergiovanni (ITA) | 49.                         |
| 96                          | Elizabeth Stannard (AUS)    | 34.                         |

| Liv Racing Xstra LIV | Liv Racing Xstra LIV              | Liv Racing Xstra LIV |
| -------------------- | --------------------------------- | -------------------- |
| Nr.                  | Rytter                            | Placering            |
| 101                  | Valerie Demey (BEL)               | 62.                  |
| 102                  | Thalita de Jong (NED)             | 72.                  |
| 103                  | Marta Jaskulska (POL)             | 68.                  |
| 104                  | Tereza Neumanová (CZE) (landevej) | 59.                  |
| 105                  | Sabrina Stultiens (NED)           | 71.                  |
| 106                  | Quinty Ton (NED)                  | 55.                  |

| EF Education-TIBCO-SVB TIB | EF Education-TIBCO-SVB TIB    | EF Education-TIBCO-SVB TIB |
| -------------------------- | ----------------------------- | -------------------------- |
| Nr.                        | Rytter                        | Placering                  |
| 111                        | Veronica Ewers (USA)          | 14.                        |
| 112                        | Letizia Borghesi (ITA)        | 46.                        |
| 113                        | Kristabel Doebel-Hickok (USA) | DNF-2                      |
| 114                        | Sara Poidevin (CAN)           | 90.                        |
| 115                        | Omer Shapira (ISR) (landevej) | 53.                        |
| 116                        | Lauren Stephens (USA)         | 52.                        |

| Ceratizit-WNT Pro Cycling WNT | Ceratizit-WNT Pro Cycling WNT   | Ceratizit-WNT Pro Cycling WNT |
| ----------------------------- | ------------------------------- | ----------------------------- |
| Nr.                           | Rytter                          | Placering                     |
| 121                           | Marta Lach (POL)                | 47.                           |
| 122                           | Sandra Alonso (ESP)             | 45.                           |
| 123                           | Laura Asencio (FRA)             | 37.                           |
| 124                           | Maria Giulia Confalonieri (ITA) | 39.                           |
| 125                           | Hanna Nilsson (SWE)             | 86.                           |
| 126                           | Lin Lea Teutenberg (GER)        | 91.                           |

| Roland Cogeas-Edelweiss Squad CGS | Roland Cogeas-Edelweiss Squad CGS | Roland Cogeas-Edelweiss Squad CGS |
| --------------------------------- | --------------------------------- | --------------------------------- |
| Nr.                               | Rytter                            | Placering                         |
| 131                               | Hannah Buch (GER)                 | 102.                              |
| 132                               | Ines Cantera (ESP)                | 89.                               |
| 133                               | Léa Stern (SUI)                   | DNF-2                             |
| 134                               | Petra Stiasny (SUI)               | DNF                               |
| 135                               | Anna Gabrielle Traxler (CAN)      | 103.                              |

| Coop-Hitec Products HPU | Coop-Hitec Products HPU  | Coop-Hitec Products HPU |
| ----------------------- | ------------------------ | ----------------------- |
| Nr.                     | Rytter                   | Placering               |
| 141                     | Caroline Andersson (SWE) | 76.                     |
| 142                     | Ingvild Gåskjenn (NOR)   | 36.                     |
| 143                     | Ane Iversen (NOR)        | DNF                     |
| 144                     | Josie Nelson (GBR)       | 35.                     |
| 145                     | Jessica Roberts (GBR)    | DNF                     |
| 146                     | Nicole Steigenga (NED)   | 74.                     |

| Uno-X Pro Cycling Team UXT | Uno-X Pro Cycling Team UXT | Uno-X Pro Cycling Team UXT |
| -------------------------- | -------------------------- | -------------------------- |
| Nr.                        | Rytter                     | Placering                  |
| 151                        | Joscelin Lowden (GBR)      | 27.                        |
| 152                        | Marte Berg Edseth (NOR)    | 70.                        |
| 153                        | Julie Leth (DEN)           | 73.                        |
| 154                        | Hannah Ludwig (GER)        | 58.                        |
| 155                        | Amalie Lutro (NOR)         | 98.                        |
| 156                        | Anne Dorthe Ysland (NOR)   | 61.                        |

| Human Powered Health HPW | Human Powered Health HPW            | Human Powered Health HPW |
| ------------------------ | ----------------------------------- | ------------------------ |
| Nr.                      | Rytter                              | Placering                |
| 161                      | Nina Buysman (NED)                  | 54.                      |
| 162                      | Antri Christoforou (CYP) (landevej) | DNF-3                    |
| 163                      | Evy Kuijpers (NED)                  | 100.                     |
| 164                      | Barbara Malcotti (ITA)              | 38.                      |
| 165                      | Marit Raaijmakers (NED)             | 56.                      |
| 166                      | Eri Yonamine (JPN)                  | 19.                      |

| Massi Tactic MAT | Massi Tactic MAT             | Massi Tactic MAT |
| ---------------- | ---------------------------- | ---------------- |
| Nr.              | Rytter                       | Placering        |
| 171              | Aurela Nerlo (POL)           | 83.              |
| 172              | Maaike Coljé (NED)           | DNF              |
| 173              | Mireia Benito (ESP)          | DNF-2            |
| 174              | Nathalie Eklund (SWE)        | DNF              |
| 175              | Miryam Nuñez (ECU)           | 60.              |
| 176              | Andrea Ramírez Fregoso (MEX) | 81.              |

| Bizkaia-Durango BDP | Bizkaia-Durango BDP             | Bizkaia-Durango BDP |
| ------------------- | ------------------------------- | ------------------- |
| Nr.                 | Rytter                          | Placering           |
| 181                 | Lucía González Blanco (ESP)     | 84.                 |
| 182                 | Daniela Campos (POR) (landevej) | 99.                 |
| 183                 | Eukene Larrarte Arteaga (ESP)   | 96.                 |
| 184                 | Irene Mendez (ESP)              | 67.                 |
| 185                 | Aileen Schweikart (GER)         | 69.                 |
| 186                 | Catalina Soto (CHI)             | 87.                 |

| Soltec Team STC | Soltec Team STC                  | Soltec Team STC |
| --------------- | -------------------------------- | --------------- |
| Nr.             | Rytter                           | Placering       |
| 191             | Anna Kiesenhofer (AUT)           | 20.             |
| 192             | Andrea Alzate (COL)              | 105.            |
| 193             | Wendy Ducreux (PAN) (landevej)   | DNF-2           |
| 194             | Ana Vitória Magalhães (BRA)      | DNF             |
| 195             | Rocio Martin (ESP)               | DNF-2           |
| 196             | Manuela Mureșan (ROU) (landevej) | 101.            |

| Laboral Kutxa-Fundacion Euskadi LKF | Laboral Kutxa-Fundacion Euskadi LKF | Laboral Kutxa-Fundacion Euskadi LKF |
| ----------------------------------- | ----------------------------------- | ----------------------------------- |
| Nr.                                 | Rytter                              | Placering                           |
| 201                                 | Yurani Blanco Calbet (ESP)          | 95.                                 |
| 202                                 | Tania Calvo (ESP)                   | 106.                                |
| 203                                 | Idoia Eraso (ESP)                   | 80.                                 |
| 204                                 | Ariana Gilabert (ESP)               | DNF                                 |
| 205                                 | Sandra Gutierrez (ESP)              | 104.                                |
| 206                                 | Usoa Ostolaza (ESP)                 | 79.                                 |

| Río Miera-Cantabria Deporte RMC | Río Miera-Cantabria Deporte RMC | Río Miera-Cantabria Deporte RMC |
| ------------------------------- | ------------------------------- | ------------------------------- |
| Nr.                             | Rytter                          | Placering                       |
| 211                             | Carolina Esteban (ESP)          | DNF                             |
| 212                             | Eva Anguela Yágüez (ESP)        | DNF                             |
| 213                             | Mercedes Carmona Ramos (ESP)    | DNS-2                           |
| 214                             | Susana Perez Conejero (ESP)     | 97.                             |
| 215                             | Elena Perez Munoz (ESP)         | DNF-2                           |
| 216                             | Laura Tenorio (ESP)             | DNF-2                           |

| Movistar Team MOV | Movistar Team MOV               | Movistar Team MOV |
| ----------------- | ------------------------------- | ----------------- |
| Nr.               | Rytter                          | Placering         |
| 1                 | Annemiek van Vleuten (NED)      | 1.                |
| 2                 | Katrine Aalerud (NOR)           | 42.               |
| 3                 | Aude Biannic (FRA)              | 77.               |
| 4                 | Sara Martín Martín (ESP)        | 33.               |
| 5                 | Emma Norsgaard (DEN)            | 88.               |
| 6                 | Arlenis Sierra (CUB) (landevej) | 16.               |

| SD Worx SDW | SD Worx SDW                      | SD Worx SDW |
| ----------- | -------------------------------- | ----------- |
| Nr.         | Rytter                           | Placering   |
| 11          | Demi Vollering (NED)             | 3.          |
| 12          | Niamh Fisher-Black (NZL)         | 18.         |
| 13          | Lotte Kopecky (BEL)              | 21.         |
| 14          | Marlen Reusser (SUI)             | 29.         |
| 15          | Anna Shackley (GBR)              | 7.          |
| 16          | Blanka Kata Vas (HUN) (landevej) | 28.         |

| Trek-Segafredo TFS | Trek-Segafredo TFS             | Trek-Segafredo TFS |
| ------------------ | ------------------------------ | ------------------ |
| Nr.                | Rytter                         | Placering          |
| 21                 | Elisa Balsamo (ITA) (landevej) | 30.                |
| 22                 | Elynor Bäckstedt (GBR)         | DNS-3              |
| 23                 | Lucinda Brand (NED)            | 57.                |
| 24                 | Amalie Dideriksen (DEN)        | 94.                |
| 25                 | Elisa Longo Borghini (ITA)     | 2.                 |
| 26                 | Shirin van Anrooij (NED)       | 26.                |

| FDJ-Suez-Futuroscope FSF | FDJ-Suez-Futuroscope FSF               | FDJ-Suez-Futuroscope FSF |
| ------------------------ | -------------------------------------- | ------------------------ |
| Nr.                      | Rytter                                 | Placering                |
| 31                       | Cecilie Uttrup Ludwig (DEN) (landevej) | 5.                       |
| 32                       | Grace Brown (AUS)                      | DNF                      |
| 33                       | Brodie Chapman (AUS)                   | 11.                      |
| 34                       | Vittoria Guazzini (ITA)                | 40.                      |
| 35                       | Marie Le Net (FRA)                     | 64.                      |
| 36                       | Évita Muzic (FRA)                      | 43.                      |

| Team DSM DSM | Team DSM DSM                   | Team DSM DSM |
| ------------ | ------------------------------ | ------------ |
| Nr.          | Rytter                         | Placering    |
| 41           | Juliette Labous (FRA)          | 9.           |
| 42           | Francesca Barale (ITA)         | 41.          |
| 43           | Léa Curinier (FRA)             | DNF          |
| 44           | Megan Jastrab (USA)            | 93.          |
| 45           | Liane Lippert (GER) (landevej) | 4.           |
| 46           | Floortje Mackaij (NED)         | 23.          |

| Canyon-SRAM Racing CSR | Canyon-SRAM Racing CSR     | Canyon-SRAM Racing CSR |
| ---------------------- | -------------------------- | ---------------------- |
| Nr.                    | Rytter                     | Placering              |
| 51                     | Katarzyna Niewiadoma (POL) | 10.                    |
| 52                     | Alena Amjaljusik (BLR)     | DNS-2                  |
| 53                     | Elise Chabbey (SUI)        | 8.                     |
| 54                     | Mikayla Harvey (NZL)       | 82.                    |
| 55                     | Pauliena Rooijakkers (NED) | 25.                    |
| 56                     | Sarah Roy (AUS)            | 51.                    |

| UAE Team ADQ UAD | UAE Team ADQ UAD             | UAE Team ADQ UAD |
| ---------------- | ---------------------------- | ---------------- |
| Nr.              | Rytter                       | Placering        |
| 61               | Mavi García (ESP) (landevej) | 13.              |
| 62               | Marta Bastianelli (ITA)      | 48.              |
| 63               | Sofia Bertizzolo (ITA)       | 24.              |
| 64               | Maaike Boogaard (NED)        | 65.              |
| 65               | Laura Tomasi (ITA)           | 50.              |
| 66               | Sophie Wright (GBR)          | 32.              |

| Team Jumbo-Visma TJV | Team Jumbo-Visma TJV      | Team Jumbo-Visma TJV |
| -------------------- | ------------------------- | -------------------- |
| Nr.                  | Rytter                    | Placering            |
| 71                   | Anouska Koster (NED)      | 22.                  |
| 72                   | Carlijn Achtereekte (NED) | 63.                  |
| 73                   | Amber Kraak (NED)         | 17.                  |
| 74                   | Linda Riedmann (GER)      | 78.                  |
| 75                   | Aafke Soet (NED)          | DNS-2                |
| 76                   | Karlijn Swinkels (NED)    | DNS-2                |

| Team BikeExchange-Jayco BEX | Team BikeExchange-Jayco BEX | Team BikeExchange-Jayco BEX |
| --------------------------- | --------------------------- | --------------------------- |
| Nr.                         | Rytter                      | Placering                   |
| 81                          | Ane Santesteban (ESP)       | 6.                          |
| 82                          | Teniel Campbell (TTO)       | 92.                         |
| 83                          | Kristen Faulkner (USA)      | DNF                         |
| 84                          | Alexandra Manly (AUS)       | 15.                         |
| 85                          | Ruby Roseman-Gannon (AUS)   | 44.                         |
| 86                          | Georgia Williams (NZL)      | 31.                         |

| Valcar-Travel & Service VAL | Valcar-Travel & Service VAL | Valcar-Travel & Service VAL |
| --------------------------- | --------------------------- | --------------------------- |
| Nr.                         | Rytter                      | Placering                   |
| 91                          | Silvia Persico (ITA)        | 12.                         |
| 92                          | Olivia Baril (CAN)          | 66.                         |
| 93                          | Chiara Consonni (ITA)       | 85.                         |
| 94                          | Karolina Kumięga (POL)      | 75.                         |
| 95                          | Federica Piergiovanni (ITA) | 49.                         |
| 96                          | Elizabeth Stannard (AUS)    | 34.                         |

| Liv Racing Xstra LIV | Liv Racing Xstra LIV              | Liv Racing Xstra LIV |
| -------------------- | --------------------------------- | -------------------- |
| Nr.                  | Rytter                            | Placering            |
| 101                  | Valerie Demey (BEL)               | 62.                  |
| 102                  | Thalita de Jong (NED)             | 72.                  |
| 103                  | Marta Jaskulska (POL)             | 68.                  |
| 104                  | Tereza Neumanová (CZE) (landevej) | 59.                  |
| 105                  | Sabrina Stultiens (NED)           | 71.                  |
| 106                  | Quinty Ton (NED)                  | 55.                  |

| EF Education-TIBCO-SVB TIB | EF Education-TIBCO-SVB TIB    | EF Education-TIBCO-SVB TIB |
| -------------------------- | ----------------------------- | -------------------------- |
| Nr.                        | Rytter                        | Placering                  |
| 111                        | Veronica Ewers (USA)          | 14.                        |
| 112                        | Letizia Borghesi (ITA)        | 46.                        |
| 113                        | Kristabel Doebel-Hickok (USA) | DNF-2                      |
| 114                        | Sara Poidevin (CAN)           | 90.                        |
| 115                        | Omer Shapira (ISR) (landevej) | 53.                        |
| 116                        | Lauren Stephens (USA)         | 52.                        |

| Ceratizit-WNT Pro Cycling WNT | Ceratizit-WNT Pro Cycling WNT   | Ceratizit-WNT Pro Cycling WNT |
| ----------------------------- | ------------------------------- | ----------------------------- |
| Nr.                           | Rytter                          | Placering                     |
| 121                           | Marta Lach (POL)                | 47.                           |
| 122                           | Sandra Alonso (ESP)             | 45.                           |
| 123                           | Laura Asencio (FRA)             | 37.                           |
| 124                           | Maria Giulia Confalonieri (ITA) | 39.                           |
| 125                           | Hanna Nilsson (SWE)             | 86.                           |
| 126                           | Lin Lea Teutenberg (GER)        | 91.                           |

| Roland Cogeas-Edelweiss Squad CGS | Roland Cogeas-Edelweiss Squad CGS | Roland Cogeas-Edelweiss Squad CGS |
| --------------------------------- | --------------------------------- | --------------------------------- |
| Nr.                               | Rytter                            | Placering                         |
| 131                               | Hannah Buch (GER)                 | 102.                              |
| 132                               | Ines Cantera (ESP)                | 89.                               |
| 133                               | Léa Stern (SUI)                   | DNF-2                             |
| 134                               | Petra Stiasny (SUI)               | DNF                               |
| 135                               | Anna Gabrielle Traxler (CAN)      | 103.                              |

| Coop-Hitec Products HPU | Coop-Hitec Products HPU  | Coop-Hitec Products HPU |
| ----------------------- | ------------------------ | ----------------------- |
| Nr.                     | Rytter                   | Placering               |
| 141                     | Caroline Andersson (SWE) | 76.                     |
| 142                     | Ingvild Gåskjenn (NOR)   | 36.                     |
| 143                     | Ane Iversen (NOR)        | DNF                     |
| 144                     | Josie Nelson (GBR)       | 35.                     |
| 145                     | Jessica Roberts (GBR)    | DNF                     |
| 146                     | Nicole Steigenga (NED)   | 74.                     |

| Uno-X Pro Cycling Team UXT | Uno-X Pro Cycling Team UXT | Uno-X Pro Cycling Team UXT |
| -------------------------- | -------------------------- | -------------------------- |
| Nr.                        | Rytter                     | Placering                  |
| 151                        | Joscelin Lowden (GBR)      | 27.                        |
| 152                        | Marte Berg Edseth (NOR)    | 70.                        |
| 153                        | Julie Leth (DEN)           | 73.                        |
| 154                        | Hannah Ludwig (GER)        | 58.                        |
| 155                        | Amalie Lutro (NOR)         | 98.                        |
| 156                        | Anne Dorthe Ysland (NOR)   | 61.                        |

| Human Powered Health HPW | Human Powered Health HPW            | Human Powered Health HPW |
| ------------------------ | ----------------------------------- | ------------------------ |
| Nr.                      | Rytter                              | Placering                |
| 161                      | Nina Buysman (NED)                  | 54.                      |
| 162                      | Antri Christoforou (CYP) (landevej) | DNF-3                    |
| 163                      | Evy Kuijpers (NED)                  | 100.                     |
| 164                      | Barbara Malcotti (ITA)              | 38.                      |
| 165                      | Marit Raaijmakers (NED)             | 56.                      |
| 166                      | Eri Yonamine (JPN)                  | 19.                      |

| Massi Tactic MAT | Massi Tactic MAT             | Massi Tactic MAT |
| ---------------- | ---------------------------- | ---------------- |
| Nr.              | Rytter                       | Placering        |
| 171              | Aurela Nerlo (POL)           | 83.              |
| 172              | Maaike Coljé (NED)           | DNF              |
| 173              | Mireia Benito (ESP)          | DNF-2            |
| 174              | Nathalie Eklund (SWE)        | DNF              |
| 175              | Miryam Nuñez (ECU)           | 60.              |
| 176              | Andrea Ramírez Fregoso (MEX) | 81.              |

| Bizkaia-Durango BDP | Bizkaia-Durango BDP             | Bizkaia-Durango BDP |
| ------------------- | ------------------------------- | ------------------- |
| Nr.                 | Rytter                          | Placering           |
| 181                 | Lucía González Blanco (ESP)     | 84.                 |
| 182                 | Daniela Campos (POR) (landevej) | 99.                 |
| 183                 | Eukene Larrarte Arteaga (ESP)   | 96.                 |
| 184                 | Irene Mendez (ESP)              | 67.                 |
| 185                 | Aileen Schweikart (GER)         | 69.                 |
| 186                 | Catalina Soto (CHI)             | 87.                 |

| Soltec Team STC | Soltec Team STC                  | Soltec Team STC |
| --------------- | -------------------------------- | --------------- |
| Nr.             | Rytter                           | Placering       |
| 191             | Anna Kiesenhofer (AUT)           | 20.             |
| 192             | Andrea Alzate (COL)              | 105.            |
| 193             | Wendy Ducreux (PAN) (landevej)   | DNF-2           |
| 194             | Ana Vitória Magalhães (BRA)      | DNF             |
| 195             | Rocio Martin (ESP)               | DNF-2           |
| 196             | Manuela Mureșan (ROU) (landevej) | 101.            |

| Laboral Kutxa-Fundacion Euskadi LKF | Laboral Kutxa-Fundacion Euskadi LKF | Laboral Kutxa-Fundacion Euskadi LKF |
| ----------------------------------- | ----------------------------------- | ----------------------------------- |
| Nr.                                 | Rytter                              | Placering                           |
| 201                                 | Yurani Blanco Calbet (ESP)          | 95.                                 |
| 202                                 | Tania Calvo (ESP)                   | 106.                                |
| 203                                 | Idoia Eraso (ESP)                   | 80.                                 |
| 204                                 | Ariana Gilabert (ESP)               | DNF                                 |
| 205                                 | Sandra Gutierrez (ESP)              | 104.                                |
| 206                                 | Usoa Ostolaza (ESP)                 | 79.                                 |

| Río Miera-Cantabria Deporte RMC | Río Miera-Cantabria Deporte RMC | Río Miera-Cantabria Deporte RMC |
| ------------------------------- | ------------------------------- | ------------------------------- |
| Nr.                             | Rytter                          | Placering                       |
| 211                             | Carolina Esteban (ESP)          | DNF                             |
| 212                             | Eva Anguela Yágüez (ESP)        | DNF                             |
| 213                             | Mercedes Carmona Ramos (ESP)    | DNS-2                           |
| 214                             | Susana Perez Conejero (ESP)     | 97.                             |
| 215                             | Elena Perez Munoz (ESP)         | DNF-2                           |
| 216                             | Laura Tenorio (ESP)             | DNF-2                           |